# Badminton na Igrzyskach Wspólnoty Narodów 2022
Badminton na Igrzyskach Wspólnoty Narodów 2022 odbył się w dniach 29 lipca – 8 sierpnia 2022 roku w National Exhibition Centre w Solihull położonym w pobliżu gospodarza zawodów, Birmingham. Stu pięćdziesięciu jeden zawodników obojga płci rywalizowało w sześciu konkurencjach.

## Podsumowanie

### Klasyfikacja medalowa
| Klasyfikacja medalowa | Klasyfikacja medalowa | Klasyfikacja medalowa | Klasyfikacja medalowa | Klasyfikacja medalowa | Klasyfikacja medalowa |
| Miejsce               | państwo               | Złoto                 | Srebro                | Brąz                  | Razem                 |
| --------------------- | --------------------- | --------------------- | --------------------- | --------------------- | --------------------- |
| 1                     | Indie                 | 3                     | 1                     | 2                     | 6                     |
| 2                     | Malezja               | 2                     | 1                     | 2                     | 5                     |
| 3                     | Singapur              | 1                     | 0                     | 2                     | 3                     |
| 4                     | Kanada                | 0                     | 1                     | 0                     | 1                     |
| 5                     | Anglia                | 0                     | 3                     | 0                     | 3                     |
| Razem                 | Razem                 | 6                     | 6                     | 6                     | 18                    |

### Medaliści

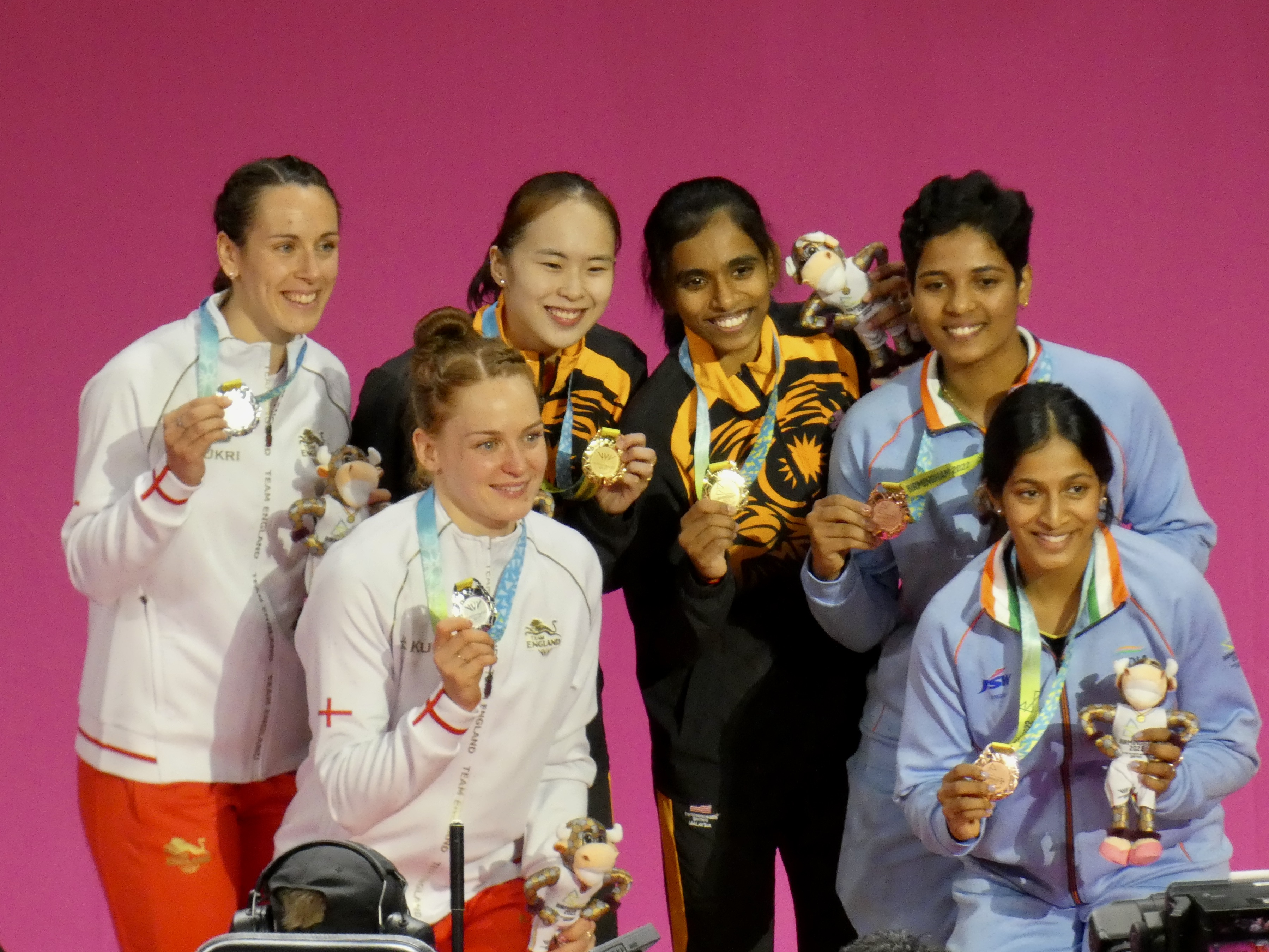
Medalistki gry podwójnej

| Konkurencja             | 1. miejsce | 2. miejsce | 3. miejsce |
| ----------------------- | --- | --- | --- |
| Gra pojedyncza mężczyzn | Lakshya Sen | Ng Tze Yong | Srikanth Kidambi |
| Gra podwójna mężczyzn   | Indie · Satwiksairaj Rankireddy · Chirag Shetty | Anglia · Ben Lane · Sean Vendy | Malezja · Aaron Chia · Soh Wooi Yik |
| Gra pojedyncza kobiet   | P. V. Sindhu | Michelle Li | Yeo Jia Min |
| Gra podwójna kobiet     | Malezja · Pearly Tan · Thinaah Muralitharan | Anglia · Chloe Birch · Lauren Smith | Indie · Treesa Jolly · Gayathri Gopichand |
| Gra mieszana            | Singapur · Terry Hee · Tan Wei Han | Anglia · Marcus Ellis · Lauren Smith | Malezja · Tan Kian Meng · Lai Pei Jing |
| Drużyny mieszane        | Malezja · Ng Tze Yong · Aaron Chia · Soh Wooi Yik · Goh Jin Wei · Pearly Tan · Thinaah Muralitharan · Chan Peng Soon · Cheah Yee See · Tan Kian Meng · Lai Pei Jing | Indie · Lakshya Sen · Srikanth Kidambi · B. Sumeeth Reddy · Satwiksairaj Rankireddy · Chirag Shetty · P. V. Sindhu · Aakarshi Kashyap · Gayathri Gopichand · Treesa Jolly · Ashwini Ponnappa | Singapur · Loh Kean Yew · Jason Teh · Terry Hee · Tan Wei Han · Loh Kean Hean · Andy Kwek · Yeo Jia Min · Jin Yujia · Crystal Wong · Nur Insyirah Khan |